# Miconia multiflora
Miconia multiflora är en tvåhjärtbladig växtart som beskrevs av Célestin Alfred Cogniaux och Nathaniel Lord Britton. Miconia multiflora ingår i släktet Miconia och familjen Melastomataceae.
Artens utbredningsområde är Bolivia. Inga underarter finns listade i Catalogue of Life.